# Emanuele Terranova
Emanuele Terranova, né le 14 avril 1987 à Mazara del Vallo en Italie, est un footballeur italien. Il évolue au poste de défenseur central au Frosinone Calcio.

## Biographie
Lors de la saison 2012-2013, il inscrit 11 buts en Serie B, ce qui constitue sa meilleure performance.
Il joue 22 matchs en Serie A avec le club de l'US Sassuolo.

## Palmarès
- Champion d'Italie de Serie B en 2010 avec l'US Lecce et en 2013 avec l'US Sassuolo